# District d'Elbasan

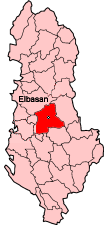

Le district d'Elbasan est un des 36 districts d'Albanie. Sa superficie est de 1 290 km² et il compte 280 000 habitants. La capitale du district est Elbasan.
Le district est enclavé entre les districts albanais de Tirana, Peqin, Lushnje Kuçovë, Gramsh et de Librazhd.
Le district dépend de la préfecture d'Elbasan.